# Остинелли, Джиона
Джиона Остинелли (англ. Giona Ostinelli, итальянское произношение: [ˈdʒɔːna ostiˈnɛlli], родился 12 марта 1986, Вакалло, Швейцария) — швейцарец с итальянскими корнями. Переехал в Лос-Анджелес, США, чтобы писать музыку к фильмам и сериалам. Всемирную известность завоевал благодаря фэнтези-сериалу «Ведьмак», к которому создал саундтрек — в сотрудничестве с коллегой Соней Белоусовой.

## Биография

### Ранние годы
Джиона Остинелли родился 12 марта 1986 года в швейцарско-итальянской семье, жившей в коммуне Вакалло кантона Тичино. Мать композитора Мариэлла тоже принадлежит миру искусства, она художница. Джиона начал проявлять творческие способности в пятилетнем возрасте, когда стал «осваивать» барабаны. С девяти лет мальчик начал обучаться игре на фортепиано.

### Начало карьеры
Закончив музыкальный колледж Беркли, Остинелли получил возможность поучаствовать в программе Университета Южной Калифорнии. Переехав в Лос-Анджелес, юноша познакомился с известным композитором, лауреатом «Грэмми», «Эмми» и двукратным номинантом на «Оскар» Аланом Сильвестри. Знаменитость стала наставником новичка, который обрадовался такому повороту событий:
«Это было важно, потому что я вырос, слушая музыку Алана, и не мог подумать, что представится фантастическая возможность встретиться с ним. Мы много говорили, особенно о деловой стороне и внутренних отношениях в индустрии. Что стало ценным уроком на раннем этапе карьеры».Джиона Остинелли

В 2012 году молодой композитор написал музыку к постановке «Тобио: Мастер кукол» театра «МОСТ» режиссёра Георгия Долмазяна. Премьера спектакля прошла в Московском театре у Никитских ворот 23 апреля 2013 года. На афишах, рекламных проспектах и в программках указывалось, что «музыку написал голливудский композитор Джиона Остинелли».

### Работа в кино и на телевидении
Ранние оркестровки и композиции швейцарца включают музыку к шпионскому сериалу «Родина», ситкому «Сообщество» (2011), процедуралу «Элементарно» (2012). Он «приложил руку» к сериалам «Кости», «Новенькая», «Особое мнение».
Композиции для «Никудышного вальса» и саундтрек к мистическому триллеру с Шон Янг и Лорен Эшли Картер «Дорогуша» (2015) стали первыми работами музыканта для полнометражного кино. Музыка к фильму ужасов о девушке, согласившейся присмотреть за домом состоятельной дамы, была выпущена лейблом Lakeshore Records и получила положительную оценку критиков. Они назвали работу Остинелли для «Дорогуши» «одним из самых интересных и инновационных звуковых ландшафтов».
В 2016 году Джиона написал музыку для криминального боевика «Парк резни» Микки Китинга, впервые показанного на фестивале независимого кино «Сандэнс». В 2017-м Netflix выпустил адаптацию романа Стивена Кинга «Мгла», композитором которой тоже был Остинелли. Диск с саундтреком представил лейбл BMG Records. Другие заметные проекты композитора конца 2010-х включают «Романовых» шоураннера Мэтью Вайнера и «Священную ложь», драму с Джульетт Льюис.

### Успех «Ведьмака»
Всемирная слава пришла к Остинелли в декабре 2019-го, вместе с премьерой сериала «Ведьмак». Альбом оригинального саундтрека к фэнтези, основанном на книгах поляка Сапковского, занял лидирующие места в чартах, включая «20 лучших альбомов по продажам». Первое место в iTunes и более 300 млн прослушиваний означали успех для композитора.
Сингл Toss a Coin to Your Witcher (Ведьмаку заплатите чеканной монетой), который в сериале исполняет бард Лютик (Джои Бэти), стал «вирусным». Он поднялся на верхушку чарта Billboard по продажам рок-песен и занял 8-е место в Billboard Hot Rock Songs. Variety поместило автора хита в список «10 композиторов, за творчеством которых стоит следить». Редакторы этого издания назвали Джиону и его творческую партнершу Соню Белоусову «Уникальным композиторским дуэтом».

## Работы

### Фильмография
| Год  | Название                      | Режиссёр                  | Студия                                |
| ---- | ----------------------------- | ------------------------- | ------------------------------------- |
| 2015 | Кораблестроитель              | Арнолд Гроссман           | Blue Creek Pictures, Reunion Films    |
| 2015 | Средняя школа Картер          | Артур Мухаммад            | Sweet Chariot Productions             |
| 2015 | Дорогуша                      | Микки Китинг              | Glass Eye Pix, Alexander Groupe       |
| 2015 | Парк резни                    | Микки Китинг              | Diablo Entertainment                  |
| 2015 | Как Сара получила свои крылья | Гэри Энтин и Эдмунд Энтин | MarVista Entertainment                |
| 2015 | Рождественская подмена        | Джоэл Соуза               | Brand Inc. Entertainment              |
| 2015 | Кокон                         | Микки Китинг              | Alexander Groupe, Illium Pictures     |
| 2015 | Останки                       | Томас Делла Белла         | Diablo Entertainment, EBF Productions |
| 2015 | Маленькая «Мисс совершенство» | Марли Робертс             | Face Your Beast Productions           |
| 2015 | Призрачный патруль            | Джоэл Соуза               | Brand Inc. Entertainment              |
| 2015 | Печаль                        | Милли Лоредо              | Film Vérité Productions               |
| 2014 | Никудышный вальс              | Клара Мамет               | EBF Productions                       |
| 2014 | Местный                       | Аластер Орр               | Kilburn Media                         |
| 2014 | Ночь открытия                 | Джек Генри Роббинс        | EBF Productions, Marina Productions   |
| 2014 | Счастливый лагерь             | Джош Энтони               | Flower Films, Hogtown Productions     |
| 2014 | Выжить                        | Стивен Фолкер             | No Pebble Films                       |
| 2014 | Счастливый журнал             | Гэри Р. Тиман             | GRT Productions                       |
| 2014 | Ночные сталкеры               | Челси Стардаст Питерс     |                                       |
| 2014 | Смытый                        | Дэвид Хефнер              | Smoking Cat Films                     |
| 2013 | Ритуал                        | Микки Китинг              | EBF Productions, After Dark Films     |
| 2013 | Барахольщик                   | Марк Прайс                | Nowhere Fast Productions              |
| 2013 | Царство душ                   | Чейз Смит                 | Spirit World Productions              |

### Телевидение
| Год  | Название                                     | Режиссёр/Шоуранер           | Студия                           |
| ---- | -------------------------------------------- | --------------------------- | -------------------------------- |
| 2019 | Ведьмак                                      | Лорен Шмидт Хиссрик         | The Sean Daniel Company, Netflix |
| 2017 | Мгла                                         | Кристиан Торп               | The Weinstein Company, Netflix   |
| 2015 | The Massively Mixed-Up Middle School Mystery | Уилл Эйзенберг              | Nickelodeon                      |
| 2013 | Грань нормальности                           | Аманда Овертон              | Wonderly                         |
| 2013 | Вне времени                                  | Ли Цитрон                   |                                  |
| 2012 | Игра изменилась                              | Джей Роуч                   | HBO                              |
| 2012 | Элементарно                                  | Роберт Доэрти               | CBS                              |
| 2011 | Счастливый конец                             | Дэвид Каспе                 | ABC                              |
| 2011 | Сообщество                                   | Дэн Хармон                  | Universal Media Studios          |
| 2011 | Родина                                       | Говард Гордон и Алекс Ганса | Showtime                         |

## Награды и номинации
| Год  | Награда                                              | Номинация                        | Результат   |
| ---- | ---------------------------------------------------- | -------------------------------- | ----------- |
| 2014 | The Streamy Awards                                   | За лучший оригинальный саундтрек | Номинирован |
| 2014 | IAWTV International Academy of Web Television Awards | За лучший оригинальный саундтрек | Номинирован |
| 2012 | Telly Award                                          | За лучшее использование музыки   | Победа      |